# リンツ&シュプルングリー
リンツ&シュプルングリー（ドイツ語: Chocoladefabriken Lindt & Sprüngli AG, ショコラーデファブリーケン・リント・ウント・シュプリュングリー、通称リンツ）は、スイス・チューリッヒ州キルヒベルクに本社を置き、チョコレートを中心とした菓子の製造・販売や、関連店舗の運営を行う企業。子会社を含め多くのチョコレートブランドを保有する。スイス証券取引所上場企業。日本法人はリンツ&シュプルングリージャパン株式会社。

## 沿革
1845年、ダーフィト・シュプルングリー＝シュヴァルツ (David Sprüngli-Schwarz) と息子のルドルフ・シュプルングリー＝アマン (Rudolf Sprüngli-Ammann) が、チューリッヒ旧市街の小さな菓子店を購入。1859年に中心街のパラデプラッツに2号店を開業、1870年に大規模なチョコレート工場がチューリッヒに設立された。
1892年にルドルフの次男のダーフィト・ローベルト (David Robert) が店舗の運営を引き継ぎ、この時期に特にパラデプラッツの店舗はチョコレートの名店として知名度をあげたが、工場の運営を引き継いだ長男のヨハン・ルドルフ・シュプルングリー＝シファーリー (Johann Rudolf Sprüngli-Schifferli) は、チューリッヒの工場が早くも手狭になったことから、1899年、郊外のキルヒベルクに新しい工場を設立、また会社組織のショコラ・シュプルングリー (Chocolat Sprüngli AG) を設立し、経営体制を整備した。
1879年、ベルンの薬剤師の息子であったロドルフ・リンツ (Rodolphe Lindt) は、従来の硬いチョコレートに対して、新工法による滑らかな舌触りのチョコレートを発明し、国際的な評判を呼んだ。ヨハンはロドルフのチョコレート店を買収、会社名をベルン・チューリッヒ合同チョコレート製造会社リンツ&シュプルングリー (Aktiengesellschaft Vereinigte Berner und Zürcher Chocoladefabriken Lindt & Sprüngli) と改名し、現在のリンツ&シュプルングリーに至る基礎を築いた。
第一次世界大戦中の1915年には、生産の4分の3は輸出向けとなり、世界20か国で販売する国際的企業に成長したが、戦後の世界的な景気後退、また第二次世界大戦中に主要各国が厳しい輸入規制を実施したため、国際市場に多くを拠るリンツ&シュプルングリーは収入低下が続き、大きな試練となった。
戦後はチョコレートの需要が急回復し、逆に増産が追い付かない状況となったが、各国に拠点を増設することで対応、1949年に看板商品となるトリュフチョコレートの「リンドール」 (Lindor) を販売開始、1960年代にはスイス国内のチョコレート製造メーカーを相次いで買収・統合することで経営規模を拡大した。
1994年、経営体制の再編が行われ、持株会社のリンツ&シュプルングリー (Chocoladefabriken Lindt & Sprüngli AG) を設立、各国の現地法人がその傘下で運営される体制となった。2009年にリテール部門が新設され、以降、ショコラカフェやショコラブティックなど、世界で300以上の店舗を開設・運営している。
日本では東京の南青山に、リンツ&シュプルングリージャパン株式会社が設けられ、製品の日本への輸入・販売や、ショコラカフェやショコラブティックの運営を行っている。

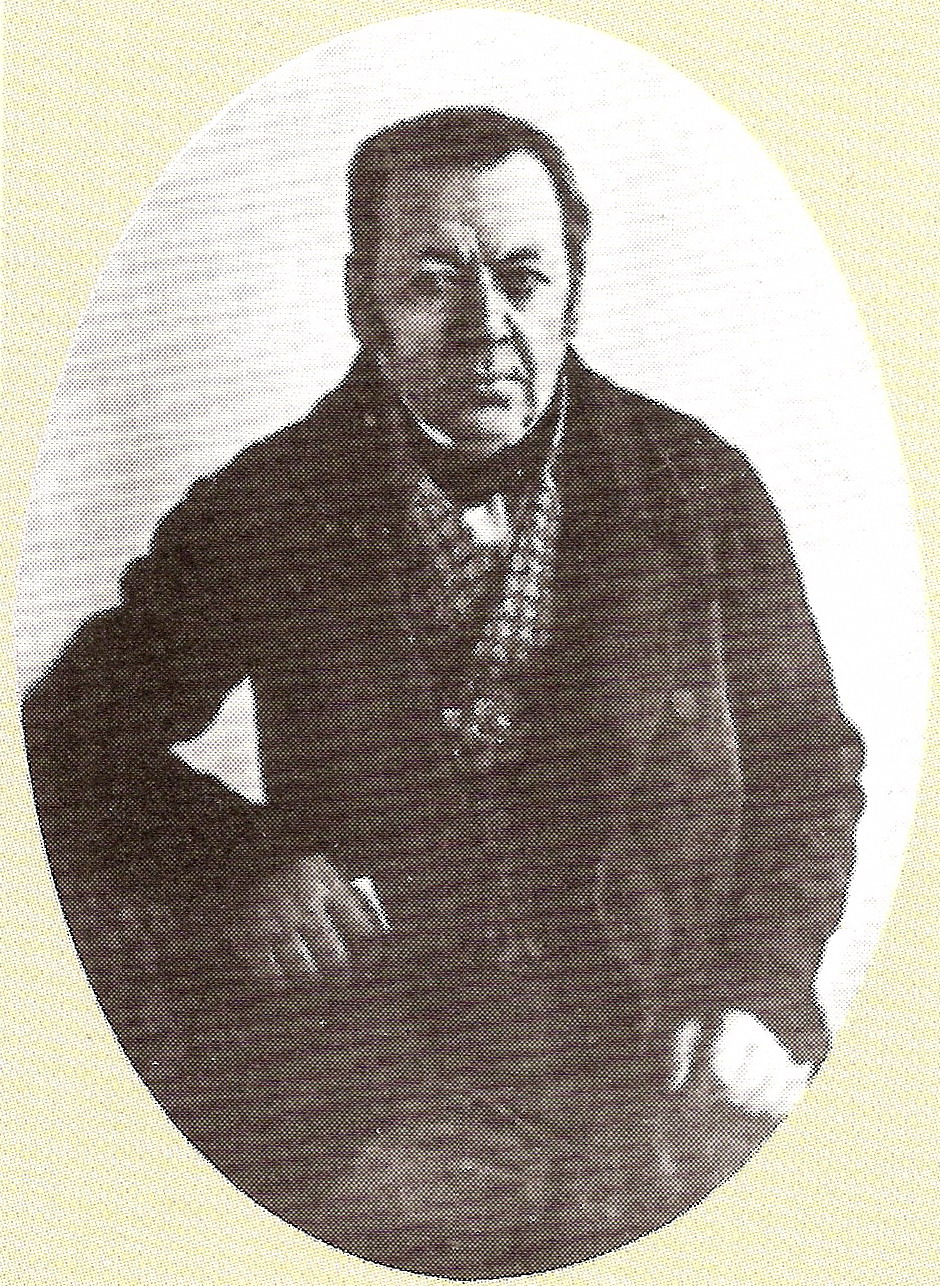
会社設立者のダーフィト・シュプルングリー＝シュヴァルツ
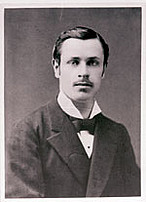
リンツチョコレートを開発したロドルフ・リンツ
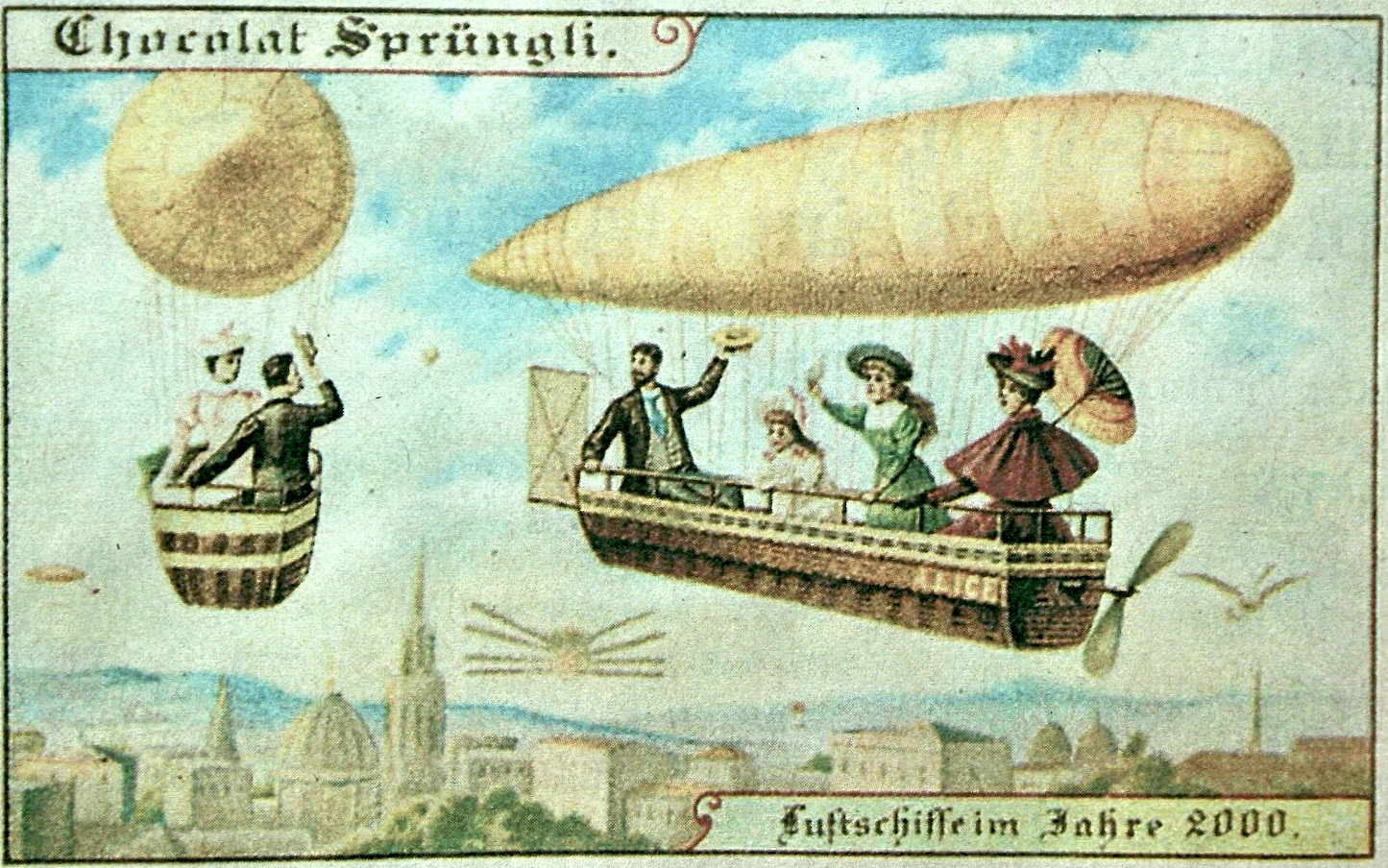
1900年前後のリンツの広告
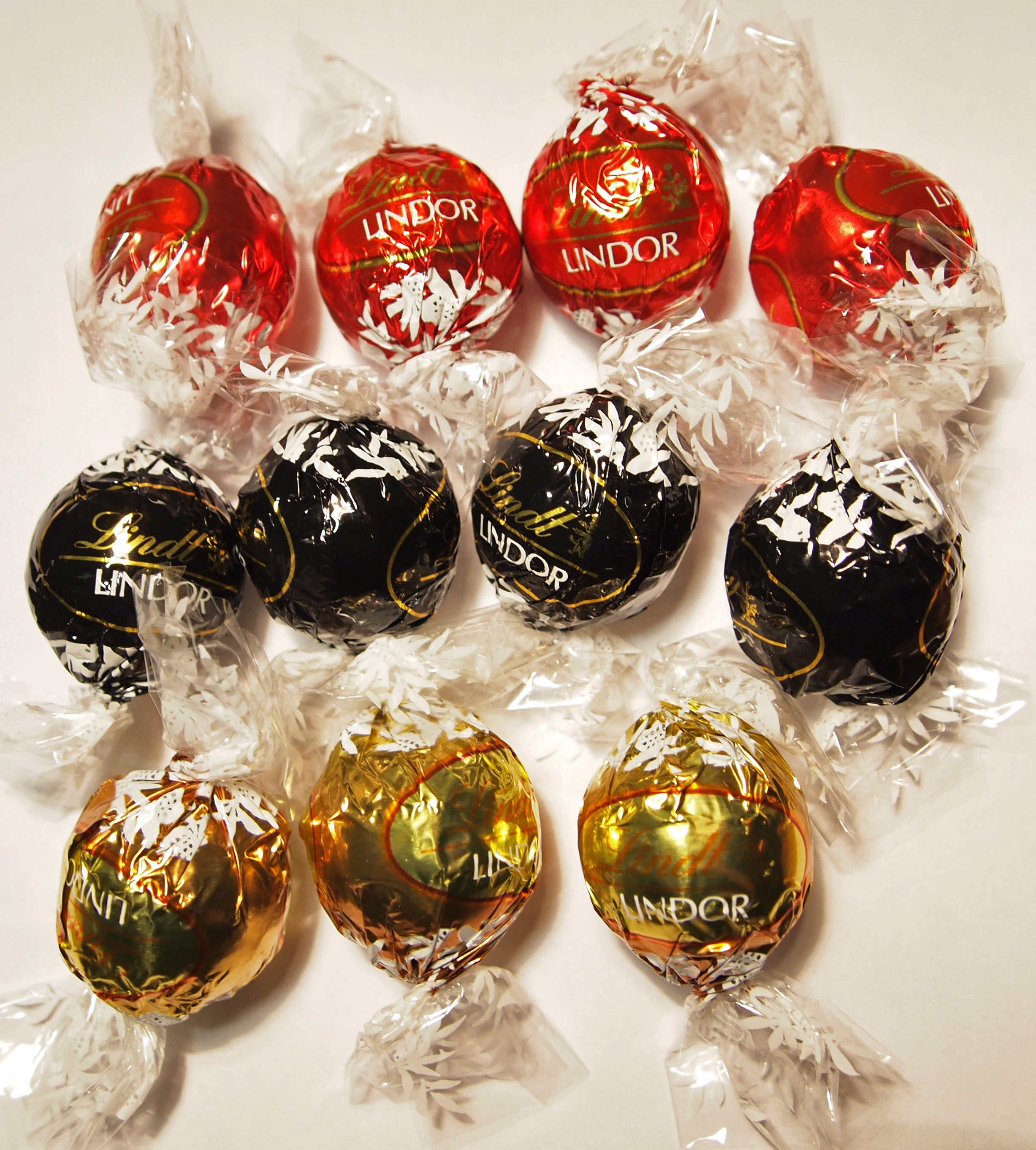
リンドール
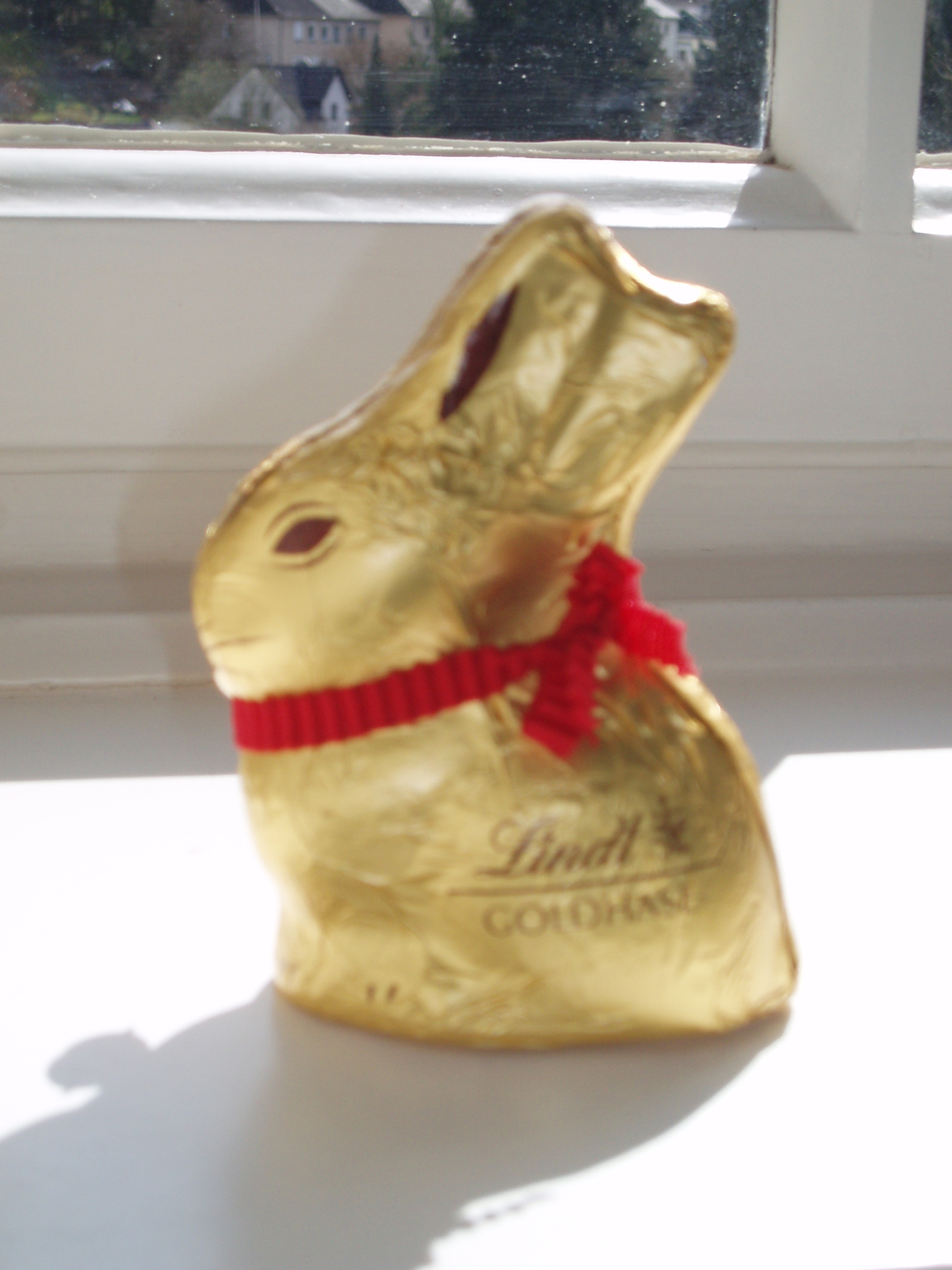
イースター期に販売されるリンツゴールドバニー
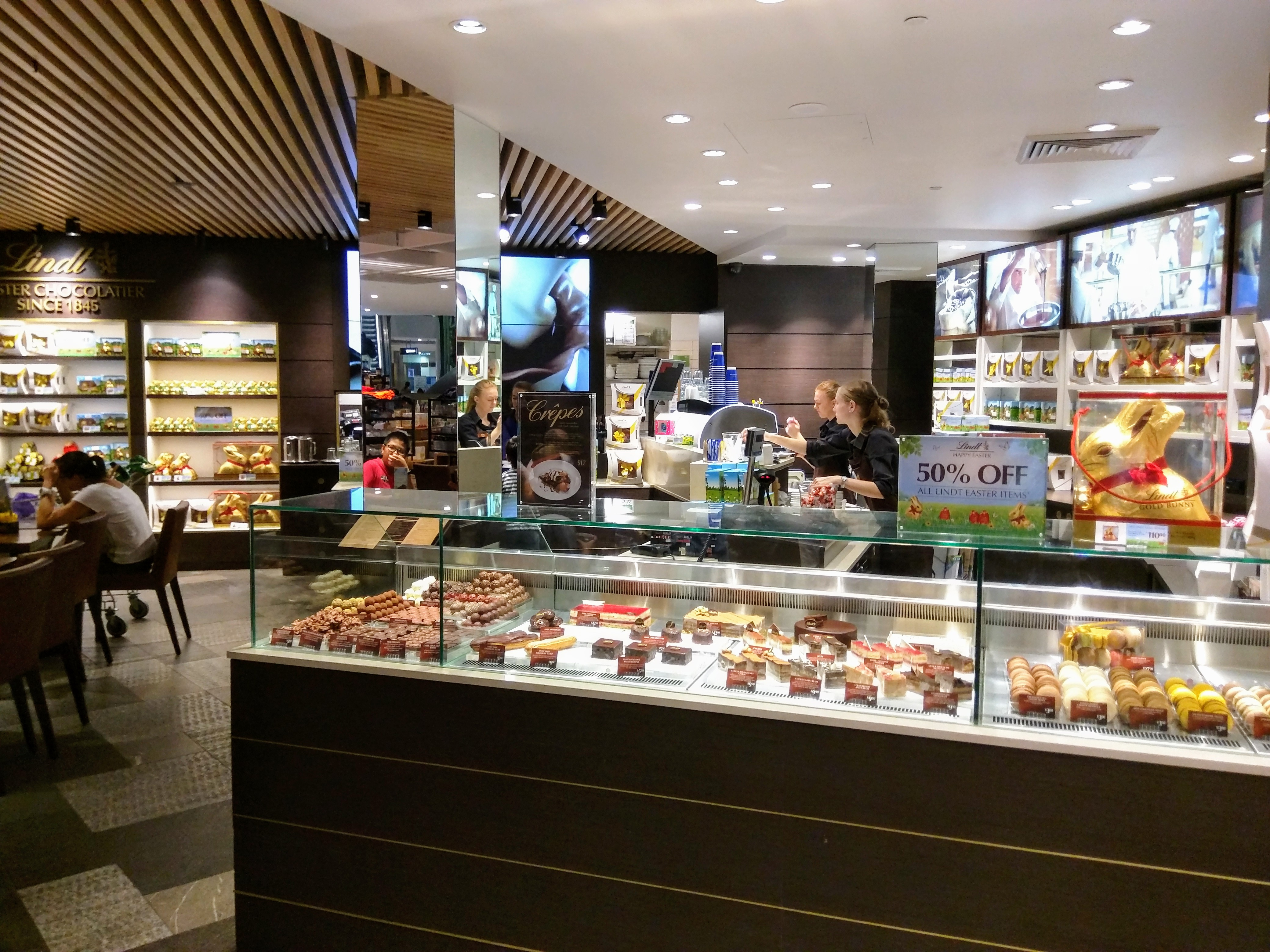
シドニー近郊のリンツ・ショコラカフェ

## リンツ ショコラ カフェ
リンツは世界中に410店舗以上のショコラ カフェおよびショコラブティックを展開しており、チョコレート、デザート、マカロン、ケーキ、アイスクリームなどを提供している。

## 保有ブランド
リンツチョコレートに加えて、以下のチョコレート・菓子ブランドを保有している。
- ホフバウアー（Hofbauer, オーストリア・ウィーン、1994年買収）
- キュッフェルレ（Küfferle, オーストリア、1972年以降ホフバウアー傘下）
- カファレル（Caffarel、イタリア・トリノ、1997年9月買収[9]）
- ギラデリ（Ghirardelli, アメリカ・サンフランシスコ、1998年1月買収）
- ラッセルストーバー（Russell Stover, アメリカ・カンザスシティ、2014年7月買収[10]）。
- ホイットマン（Whitman's, アメリカ、1993年以降ラッセルストーバー傘下）
- Pangburn's（アメリカ、ラッセルストーバー傘下）